# Achila II
Achila II, död 714, var kung i en mindre del av västgotiska riket från 711 till 714. 